# Stanisław Peterwas
Stanisław Peterwas (ur. 1 stycznia 1937 w Zaborzu, zm. 1 lutego 2018 w Opolu Lubelskim) – polski działacz partyjny i państwowy, wicewojewoda (1980–1981) i wojewoda (1981–1983) zamojski. 

## Życiorys
Syn Mieczysława i Katarzyny. Z wykształcenia inżynier rolnik, absolwent Akademii Rolniczej w Lublinie, studiował również chemię. W 1965 r. ukończył 3 miesięczne szkolenie w Ośrodku Szkolenia Oficerów Politycznych w Łodzi.
Działał w Związku Młodzieży Polskiej i Związku Młodzieży Wiejskiej, wchodził w skład zarządu powiatowego ZMW. W 1961 został członkiem Polskiej Zjednoczonej Partii Robotniczej, był członkiem Powiatowej Komisji Rewizyjnej PZPR w Opolu Lubelskim, wchodził w skład egzekutywy Komitet Powiatowego PZPR w Janowie Lubelskim. Pracował jako referent Wydziału Rolnego prezydium Powiatowej Rady Narodowej w Opolu Lubelskim, następnie był wicedyrektorem i dyrektorem Kluczkowskich Zakładów Spożywczych. W latach 1970–1973 pełnił obowiązki sekretarza Powiatowej Rady Narodowej w Janowie Lubelskim, następnie stał na czele PRN (1973–1975). W 1975 uzyskał zatrudnienie jako dyrektor Biura Organizacyjno-Prawnego Urzędu Wojewódzkiego w Zamościu, był także kierownikiem Wydziału Ekonomicznego Komitetu Wojewódzkiego PZPR. W latach 1980–1981 pełnił obowiązki wicewojewody zamojskiego, następnie od marca 1981 do kwietnia 1983 był wojewodą tego województwa.
12 lutego 2018 pochowany na cmentarzu w Opolu Lubelskim.